# 문백면
문백면(文白面)은 충청북도 진천군에 딸린 면 행정구역 중의 하나이다. 진천군의 남쪽에 있다.

## 법정리
- 계산리
- 구산동리
- 도하리
- 문덕리
- 봉죽리
- 사양리
- 옥성리
- 은탄리
- 장월리
- 태락리
- 평산리

## 문화재
- 진천농다리(유형28호)
- 정송강사(기념물9호)
- 충간공남지묘소(기념물80호)
- 사양영당
- 장열사(임연장군사당)
- 강세황 묘소(문화재자료 83호)

## 교육기관
- 문백초등학교 (봉죽리)
- 문상초등학교 (사양리)
- 은여울중고등학교
- 충북체육고등학교